# Worms Revolution
Worms Revolution je tahová strategie vyvinutá společností Team17. Hráč v ní ovládá červíky, kteří se pomocí různých zbraní snaží zničit soupeře. Hra byla vydána roku 2012 v ČR s českou lokalizací, je možné ji koupit na Steamu i v krabicové verzi. Jedná se o pokračování Worms Reloaded. Hra kombinuje 3D a 2D grafiku (tedy "2,5D" tedy 3D červíci a 2D pozadí), ale zachovává klasickou 2D hratelnost. Obsahuje několik nových zbraní (fretky, elektromagnet, aj.) a možnost rozlišení jednotlivých týmů pomocí různých klobouků a jiných pokrývek hlavy. Velkou novinkou jsou červíci specialisté, kteří mají jiné vlastnosti, než klasičtí červíci a dynamická voda na herní mapě.

## Herní mechanismus
Každý hráč ovládá svůj tým červů, jejichž úkolem je zničit tým(y) soupeře, buď potopením, snížením zdraví ze 100 (či jiné přednastavené hodnoty) na 0, nebo vyhozením z mapy. Hra se odehrává po tazích, při kterém se může pohybovat po mapě (skákáním nebo píděním, či pomocí různých nástrojů - tryskový batoh, padák, lano ninjů...) anebo zaútočit na soupeře. Útok probíhá zbraněmi, každá z nich má jiné vlastnosti a ubírá různý počet životů. Příkladem zbraní je třeba bazuka, letecký nálet, ovce nebo třeba Betonový Osel.
Kromě samotných tahů běží na pozadí ještě "čas kola", po jehož vypršení nastane tzv. "Náhlá smrt". Podle nastavení může začít buď stoupat voda, zdraví červů se sníží na jedna, či nastane kombinace obojího nebo se naopak nic nestane. Časový limit i náhlou smrt je možné ale pochopitelně vypnout v nastavení hry.
Během hry jsou na mapu shazovány různé bedny se zbraněmi, nástroji a životy. Na mapě může být také umístěna dynamická voda, magnety, střelné věže, či miny; tyto prvky také značně ovlivňují herní strategii.

### Speciální červi
Nákup speciálního červa stojí 80 kreditů, každý další dvojnásobek. Kredity získáváte za kampaně a hádanky.
- Voják (Soldier) - Klasický červ. Standardní zacházení se zbraněmi, rychlost atd.

- Průzkumník (scout) - Maličký červík, rychlý, skáče daleko i vysoko, může skákat z větší výšky bez zranění. Buduje uzoučké chodbičky (blow torch), kterými ostatní červi a třeba ani ovce neprolezou. Je ale mnohem citlivější na zranění a vodu (snadněji ho odnese)a způsobuje menší zranění v boji.

- Těžká váha (Heavy) - Silný (a to i se zbraněmi) a odolný (vydrží více útoků pěstí i střelou, pád mu skoro neubírá životy), má více životů. Je ale pomalý a těžký, skoro neumí skákat.

- Vědec (Scientist) - Staví velké traverzy, výpustě (plug hole), silnější děla a magnety, za každého vědce přítomného v týmu dostane tým během jeho tahu 5 životů navíc. Je ale o něco slabší než voják.

## Zbraně

### Nové zbraně
- Vodní bomba (Water Bomb) - Hází se jako granát, nemá však časování, po kontaktu se zemí se rozprskne a voda teče do různých koutů a bere červy s sebou.
- Vodní pistole (Water Pistol) - Pořádně červa pokropíte vodou, voda pak teče (většinou i se samotným červem); má silný tlak i objem, takže dostřelí celkem daleko a můžete udělat nové jezírko i s nepřáteli na dně.
- Bunker Buster - bomba, která vrtá se mapou kolmo dolů, nevadí mu pukliny, které prostě propadne, ale reaguje na červy, balíčky a barely. Při kontaktu s nimi vybuchne.
- Vodní nálet (Water Strike) - Největší příděl vody, který můžete přispět nepříteli. Voda stáhne každého červa a vytvoří pořádnou nádrž.
- Boggy B - červik visící z letadla hodí granát, tam kam bylo určeno.
- Telekineze (Telekinesis) - Pomocí telekineze lze objekt, který je v bezprostřední blízkosti červa přemístit do určité vzdálenosti.
- UFO - Funguje jako telekineze, ale na neomezenou vzdálenost.
- Plug hole - Čerpadlo, které odčerpá určité množství vody pryč z mapy.
- Tele Shield - Ochranný štít
- Wrench - slouží k opravování magnetů a strážních děl.
- Tele swap - Prohození umístění dvou červů.